# Engelschalk II d'Austria
Engelschalk II d'Austria (fl. IX secolo) fu margravio della marca Orientale (comes terminalis Marchae Orientalis), in opposizione ad Aribo, dall'893.

## Biografia
Sotto il suo governo, la marca orientale occupava un'area lungo il fiume Danubio, dal fiume bavarese Traun fino a Szombathely e il fiume Rába, compreso il bacino di Vienna. Engelschalk era figlio di Engelschalk I e nipote di Guglielmo, figli di Guglielmo I di Traungau. Tra l'882 e l'884 si pose alla testa di una ribellione dei suoi fratelli e cugini contro il nuovo margravio Aribo, allo scopo di rivendicare i titolo che erano appartenuti ai rispettivi padri. Così Engelschalk II si rivolse ad Arnolfo di Carinzia, poiché Aribo aveva ottenuto l'appoggio dell'imperatore Carlo III il Grosso, che gli riconfermato la sua posizione. Svatopluk di Moravia, che era in ottimi rapporti con Aribo, reagì entrando in guerra in favore dell'Imperatore e di Aribo.
Gli sconfitti trovarono rifugio presso Arnolfo di Carinzia, che rifiutò di consegnarli a Svatopluk. Quando Arnolfo divenne re dei Franchi Orientali nell'887, Engelschalk probabilmente si aspettava di ricevere il suo sostegno, ma Aribo era ormai così fortemente trincerato che il nuovo re non osava sconvolgere l'equilibrio.
Qualche tempo prima dell'893, Engelschalk rapì e, probabilmente, sposò la figlia illegittima di Arnolfo, Ellinrata, al fine di costringerlo ad accettare le sue richieste. Tuttavia, il suo piano fallì e dovette rifugiarsi in Moravia. Nell'893 Arnolfo nominò Engelschalk a capo della marca orientale, rendendo Aribo un suo subordinato. Engelschalk risultò sgradito all'aristocrazia bavarese, che cospirò contro di lui. All'insaputa di Arnolfo, quell'anno durante una dieta a Ratisbona Engelschalk fu arrestato e accecato e l'aristocrazia iniziò a epurare la corte marchionale dai tutti i suoi sostenitori.